# Krabbendijke
Krabbendijke es una localidad del municipio de Reimerswaal, en la provincia de Zelanda (Países Bajos). Está situada unos 6 km al sureste de Kruiningen. Posee una estación de tren en la línea Bergen op Zoom - Flesinga.